# 吹田市立博物館
吹田市立博物館（すいたしりつはくぶつかん）は、大阪府吹田市にある博物館。考古、歴史、民俗、美術工芸等に関する資料を収集し、保管し、及び展示して市民の利用に供し、その教育、学術及び文化の発展に寄与することを目的として、吹田市教育委員会地域教育部文化財保護課が運営する。
1992年（平成4年）11月15日に開館した。大阪府吹田市の紫金山（しきんざん）公園内にある。同市教委文化財保護課は、当博物館の他、旧西尾家住宅（吹田文化創造交流館＝重要文化財）と旧中西家住宅（吹田吉志部文人墨客迎賓館＝国の登録有形文化財・吹田市指定有形文化財）を運営している。博物館の特別館長は中牧弘允（国立民族学博物館名誉教授）。

## 概要
吹田市教育委員会は、1969年（昭和44年）から埋蔵文化財の発掘調査を開始し、以後、民俗資料の収集も進めるとともに、市史編纂事業の終了を受けて、その関係史料も引き継いだ。このように収蔵資料が増大したため、資料を良好な状態で保管し、調査研究して、広く市民に公開するための専用施設の建設が必要となった。施設計画の策定にあたっては、学識経験者などによる建設準備委員会が発足し、具体的な建築構想の検討を進め、博物館建設基本構想が策定された。
常設展の第1展示室では、原始・古代から現代までの吹田の歴史を、実物資料や模型、ビデオガイドなどによって紹介している。第2展示室では、須恵器窯と瓦窯の古代窯業遺跡を実物大で再現している。また、特別展示室では年6回の特別展や企画展を開催している。
吹田市立博物館は、市民に開かれた博物館をめざし、博物館活性化のための様々な事業に取り組んでいる。2006年（平成18年）春の千里ニュータウン展や2007年（平成19年）秋の「'07EXPO'70－わたしと万博」展以降は、公募で集まった市民が学芸員とともに運営を行う市民参画型の展示企画を多く実施し、全国的に注目されている。また開館以来ほぼ毎年、仏像レプリカや和楽器などに実際に手を触れることができる「さわる展示」を開催し、視覚障害者や高齢者、親子連れなどから好評を博したため、2016年（平成28年）6月からは「さわって楽しむはくぶつかん」として常設化された。

## 文化財

### 大阪府指定文化財
- 有形文化財
  - 新芦屋古墳出土馬具（考古資料） - 1991年（平成3年）3月29日指定[6]。

### 吹田市指定文化財
- 有形文化財
  - 五反島遺跡出土鏡（考古資料） - 2006年（平成18年）5月23日指定[6]。
  - 垂水南遺跡出土墨書土器（考古資料） - 2009年（平成21年）2月23日指定[6]。

## 沿革
出典
- 1985年度（昭和60年度）　博物館建設に伴う市内文化財基本調査を開始
- 1986年（昭和61年）7月31日　第1回建設準備委員会の開催
- 1987年（昭和62年）3月27日　建設準備委員会が「基本構想」を策定
- 1988年（昭和63年）2月29日　紫金山公園の区域を計画決定し、博物館周辺の敷地利用計画が確定
- 1988年（昭和63年）11月15日　建築工事の基本設計に着手
- 1989年（平成元年）6月16日　建築工事の実施設計に着手
- 1989年（平成元年）8月27日　展示工事設計構想コンペを実施
- 1989年（平成元年）10月16日　展示工事実施設計に着手
- 1989年（平成元年）12月4日　工事用進入道路の工事に着手
- 1990年（平成2年）5月30日　建築工事・展示工事に着手
- 1990年（平成2年）7月7日　起工式を挙行
- 1991年（平成3年）12月25日　移築須恵器窯跡を館内に搬入
- 1992年（平成4年）3月30日　建築工事・展示工事など竣工
- 1992年（平成4年）11月15日　博物館が開館

## 歴代特別館長
1. 中牧弘允 （2020年4月 - ）

## 歴代館長[8]
1. 西村公朝 （1992年11月 - 2003年12月）
（齋藤欣夫 （2003年12月 - 2004年3月））
（大北和男 （2004年4月 - 2004年5月））
2. 小山修三 （2004年6月 - 2012年5月）
3. 中牧弘允 （2012年6月 - 2020年3月）
4. 高橋真希 （2020年4月 - ）

## 利用情報

### 所在地
- 大阪府吹田市岸部北4丁目10番1号（JR岸辺駅北側の紫金山（しきんざん）公園内にある）

### 開館時間
- 9時30分～17時15分

### 観覧料
- 一般：200円（160円）、高校・大学生：100円（80円）、小学生・中学生：50円（40円）

　　※（　）内は、20人以上の団体料金。

　　※特別展開催時は、別料金の場合あり。

　　※市内在住の65歳以上は半額。

　　※土曜日は市内小中学生は無料。

　　※「ぐるっとすいた」カードを持参する場合は無料。

### 休館日
- 月曜日、祝日の翌日（月曜日が祝日の場合、火曜日も休館）。12月29日～1月3日。

### 交通アクセス
【電車・バス】
- JR吹田駅東改札（北口）「JR吹田北口」1番のりばまたは阪急吹田駅「吹田市役所前」2番のりばから「桃山台駅前」ゆきか「山田樫切山」方面ゆきか「万博記念公園駅」ゆきの阪急バスに乗車し「佐井寺北」にて下車徒歩約10分。紫金山（しきんざん）公園内の名神高速道路のトンネルを抜けてすぐ。（バスの乗車時間は「JR吹田北口」から約11分、「吹田市役所前」から約14分）
- JR吹田駅中央改札（中央口）「JR吹田」2番のりばまたは阪急吹田駅「吹田市役所前」1番のりばから「阪急山田」ゆきまたは「千里中央」ゆきの阪急バスに乗車し「岸部」にて下車徒歩約10分。紫金山（しきんざん）公園内。（バスの乗車時間は「JR吹田」から約14分、「吹田市役所前」から約9分）
- 阪急南千里駅「南千里」5番のりばから「JR吹田」ゆきの阪急バスに乗車し「佐井寺北」にて下車徒歩約10分。（バスの乗車時間は約14分）

【車】
- 名神高速道路・中国自動車道・近畿自動車道「吹田ジャンクション・IC」から約20分。（駐車場無料：44台）

【タクシー】
- JR岸辺駅北口から吉志部（きしべ）神社まで約6分。そこから徒歩約4分。
- 阪急南千里駅から博物館建物前まで約8分。

【徒歩】
- JR岸辺駅で下車し北口から徒歩約20分。阪急正雀（しょうじゃく）駅で下車徒歩約25分。

## 周辺
- かつアンドかつ 紫金山公園店（とんかつ）
- ベーカリーファクトリー 吹田紫金山（パン）
- ニノーバル・ウォッシュ・カフェ吹田紫金山店
- 吉志部神社
- 吉志部瓦窯跡（国の史跡）
- 七尾瓦窯跡（国の史跡）
- 紫金山公園（外部リンク）
- 吹田市岸二地区公民館
- 吹田市東佐井寺地区公民館
- 吹田市中消防署
- あびにょん保育園
- 吹田市立岸部保育園
- 岸部敬愛幼稚園
- 吹田市立岸部第二小学校
- 吹田市立東佐井寺小学校
- 吹田市立佐井寺中学校
- 吹田市立第二中学校
- 大阪府立吹田高等学校